# Многократная экспозиция
Многократная экспозиция или мультиэкспозиция — специальный приём в фотографии и кинематографе, который заключается в том, что один и тот же кадр фотоматериала экспонируется несколько раз. Приём используется как один из методов хронофотографии или в качестве творческого приёма в фото- и киноискусстве. В последнем случае многократная экспозиция позволяет совместить в одном кадре несколько объектов и действий, в реальности расположенных в разных местах и происходящих в разное время. Такие приёмы комбинированной киносъёмки, как каше, блуждающая маска и монтажный переход «наплыв», при оптической технологии кинопроизводства основаны на мультиэкспозиции. При этом киноплёнка проходит через киносъёмочный аппарат два и более раз, получая несколько экспозиций.

## Техника мультиэкспозиции
Простейший способ получения многократной экспозиции, использовавшийся ещё в хронофотографии Жюлем Марэ, заключается в освещении движущегося объекта съёмки импульсным источником света. В современной фотографии это легко осуществимо при помощи стробоскопа или электронной фотовспышки. Последние в большинстве оснащаются режимом стробоскопа, предназначенным как раз для этой цели. В классической плёночной фотографии мультиэкспозиция осуществима также при многократном срабатывании затвора и неподвижном фотоматериале. Такая техника пригодна при создании художественных снимков, совмещающих различные объекты. Многократная экспозиция возможна также при фотопечати. В этом случае на одном фотоснимке совмещаются изображения с разных негативов. Аналогичным образом совмещение достигается в кинематографе при многопроходной печати кинокопировальным аппаратом на одну киноплёнку. Отличие многократной экспозиции при съёмке от такой же техники при печати заключается в принципе сложения изображений: если при съёмке усиливается светлота полутонов, то при печати нарастает оптическая плотность, давая более тёмные тона.
- Хронофотографический снимок, полученный Жюлем Марэ методом мультиэкспозиции, 1890 год
- Портрет Ричарда Менсфилда в виде доктора Джекила и мистера Хайда, 1895 год
- Карлхайнц Штокхаузен, Многократная экспозиция, 1980 год
- Снимок с Луной, полученный методом двойной экспозиции
- Двойная экспозиция на плёнку
- Эффект мультиэкспозиции, полученный в графическом редакторе

При съёмке эффект может быть получен повторным экспонированием рулона фотоматериала после его обратной перемотки. Однако, результат такого наложения непредсказуем, а иногда неприемлем, особенно если неподвижный фон должен совпадать на всех экспозициях. В этом случае фотоматериал должен быть зафиксирован относительно объектива в течение всей съёмки. Проще всего это достигается в фотоаппаратах прямого визирования, где один и тот же лист фотоплёнки может получить любое количество экспозиций без перемещения. Простейшие фотоаппараты («Смена-8М», «Любитель-166») также позволяют делать многократную экспозицию за счёт независимости взвода затвора от протяжки плёнки. В более совершенных камерах эти действия сблокированы, исключая ошибочную повторную съёмку. В любительской аппаратуре это считалось достижением, но в профессиональной фотографии потребность мультиэкспозиции заставила разработчиков включить её, как дополнительную опцию. Профессиональные фотоаппараты стали оснащаться специальными отключателями блокировки, позволяющими взводить затвор без перевода кадра. Во многих случаях («Nikon F2», «Nikon FM») в качестве включателя мультиэкспозиции использовалась кнопка обратной перемотки плёнки, разъединяющая затвор и транспортировочный барабан. Более поздние модели стали оснащать отдельным рычагом, исключающим случайный сдвиг фотоматериала, возможный при использовании кнопки обратной перемотки. В среднеформатных фотоаппаратах с кассетами магазинного типа («Киев-88», «Hasselblad») повторный взвод затвора производится при отсоединённой кассете, исключая перемещение плёнки.
В кинематографе для получения двойных экспозиций пригодны любые киносъёмочные аппараты. После первой экспозиции киноплёнка вынимается из кассеты, перематывается на начало и заряжается снова. Аппаратура для комбинированных съёмок (например, советские «2КСК» и «3КСМ») позволяла отматывать киноплёнку непосредственно в аппарате, контролируя перемотку по счётчику кадров. Такая технология использовалась при изготовлении монтажных переходов «наплывом» непосредственно на съёмках. Для более сложных двойных экспозиций выпускалась аппаратура, работающая методом «бипак». Непредсказуемость результатов мультиэкспозиции при киносъёмке заставляла чаще всего изготавливать такие комбинированные кадры в процессе промежуточного контратипирования: на мастер-позитиве или дубль-негативе.
В цифровой фотографии и цифровом кино эффект реализуется с помощью графических и видеоредакторов путём сложения двух и более исходных кадров. Аналогичным образом эффект мультиэкспозиции получается на телевидении с помощью видеомикшера, на который подаются сигналы с нескольких телекамер. По этой причине функция мультиэкспозиции в большинстве цифровых фотоаппаратов отсутствует.